# Francisco Sáez Díaz
Francisco Sáez Díaz (Bilbao, 1886 - 1923) fou un compositor basc.
Notable flautista i compositor. Les seves obres principals són: Ené, qué tristesa; La lechera de Lezo; l'opereta Luz, i els pasdobles Ale, Club Cocherito, etc. Aconseguí el segon premi en un concurs de jotas per a cor i gran orquestra, organitzat a Rosario (Argentina).